# 貝爾敦 (特拉華州)
貝爾敦（英語：Belltown）是位於美國特拉華州蘇塞克斯縣的一個非建制地區。該地的面積和人口皆未知。

## 地理
貝爾敦的座標為38°44′49″N 75°10′41″W / 38.74694°N 75.17806°W，而該地的平均海拔高度為8米（即26英尺）。